# Colégio Polilogos
Colégio Polilogos (em coreano:  브라질한국학교) foi uma escola internacional sul-coreana localizada em Bom Retiro, São Paulo. O local era administrado pela Associação Brasileira de Educação Coreana (ABEC; em coreano:  한브교육협회) e foi o maior colégio internacional coreno da América do Sul. A escola era reconhecida pelo governo da Coreia do Sul e suas aulas eram ministradas em coreano e português.
A construção do local começou em 1996 e a escola foi inaugurada em 1998. O Ministério da Educação da Coreia do Sul ajudou a pagar os custos para estabelecer a escola, que totalizaram 7 bilhões (3,5 bilhões de fundos do Ministério e doações e 3,5 bilhões de investimentos). Em determinado momento, a escola não era registrado como uma organização sem fins lucrativos e os impostos começaram a causar-lhes algumas dificuldades financeiras. O Colégio Polilogos cessou suas atividades em 2017.